# شیو نادر
شیو نادر (به انگلیسی: Shiv Nadar) (زاده ۱۴ ژوئیه ۱۹۴۵) کارآفرین، سرمایه‌دار و مدیر ارشد اجرایی هندی است، که در سال ۱۹۹۴ شرکت اچ‌سی‌ال را تأسیس نمود. وی در ماه مارس ۲۰۱۴ با دارایی خالص ۸٫۶ میلیارد دلار از سوی مجله فوربز در رتبه پنجم از فهرست ثروتمندترین افراد هند قرار گرفت.